# The Greatest Show Unearthed
The Greatest Show Unearthed – pierwszy album amerykańskiej grupy Creature Feature, grającej rock gotycki, wydany przez Sumerian Records.

## Lista utworów
Opracowano na podstawie materiału źródłowego..
1. "The Greatest Show Unearthed" – 4:03
2. "Aim For The Head" – 4:14
3. "Buried Alive" – 3:56
4. "Bound And Gagged" – 2:45
5. "A Gorey Demise" – 2:57
6. "Look To The Skies" – 3:45
7. "Six Foot Deep" – 2:40
8. "The Meek Shall Inherit The Earth" – 3:27
9. "A Corpse In My Bed" – 3:25
10. "Such Horrible Things" – 5:48